# 소울칼리버 레전즈
《소울칼리버 레전즈》(Soulcalibur Legends)는 반다이가 발매한 Wii용 검술 액션 어드벤처 게임이며, 《소울》 시리즈의 다섯 번째 작품이다.

## 등장 캐릭터

### 플레이어 캐릭터
- 지크프리트 슈타우펜

- 미츠루기 헤이시로

- 타키

- 아이비 (이자벨라 발렌타인)

- 소피티아 알렉산드라

- 아스타로스 α

- 로이드 어빙［Lloyd Irving］

『테일즈 오브 심포니아』로부터 케스트로서 등장. 엑스피어를 회수하는 여행 도중, 소울 엣지와 소울 칼리버의 소문을 들어, 그 2개의 검을 엑스피어의 일종이라고 생각해 그것을 회수하기 위해서 싸운다. 『테일즈 오브 심포니아』는 게임큐브로 발매되고 있어 닌텐도 하드 유저와의 접점을 귀감 본 결과, 이번 게스트 선출이 되었다.

### 스토리 캐릭터
- 이스카［Isuka］

황제의 생명을 받아 지크프리트와 함께 여행을 하는 소년.
- 가면의 황제［Emperor of Mask］

신성 로마제국 황제. 마검 소울 엣지와 영검 소울 칼리버의 존재를 추구하고 있어 지크프리트와 만난 것으로 이야기에 깊게 관련되게 된다.
- 발바로스［Barbaros］

영검 소울 칼리버를 손에 넣어, 세계 제패를 요구하는 야심가. 영검의 강대한 힘과 욕망에 의해 재난들 주는 변신, 거대화 해 그 압도적인 힘으로 세계 침공을 개시한다.

### 보스 캐릭터
- 파프너［Fafnir］

파프닐이라고도 불리는, 북유럽 신화에 등장하는 사악한 드래곤.
- 아몬［Ammon］

고대 이집트의 파라오. 사후, 매장해지고 있던 대신전에 소울 엣지의 파편이 흘러든 것에 의해, 「수호자」라고 불리는 마물로서 소생했다.
- 게키&마키［Geki & Maki］

두 사람 모두 타키와 같은 「봉마중(封魔衆)」의 닌자.야 심가의 수령·토키의 생명에 의해 타키가 가지고 돌아간 소울 엣지의 파편의 탈취에 성공하는 것도, 소울 엣지의 악의에 지배되어 이형의 괴물 「수호자」로 변모. 부하들도 이빌화시켜, 압도적인 힘으로 대명들의 영지에 침공을 개시한다.
- 세르반테스 데 레온

한 때의 소울 엣지의 소유자. 소피티아와 타키에 의해 쓰러져 바다의 부스러기로 사라졌지만, 없어진 사검을 요구하는 영혼이 썩기 시작한 몸을 다시 싸움으로 권한다. 이자벨라 발렌타인의 친아버지이다.
- 나이트메어

스스로의 힘을 바라는 지크프리트와 가면의 황제의 구상을 이용하여 없어진 힘을 되찾아 부활을 목론 마검 소울 엣지의 의사가, 창의 모양 모습으로서 구현화한 이형의 기사.

## 평가
| 평가                                          |        |
| --------------------------------------------- | ------ |
| 통합 점수 통합사 점수 메타크리틱 52/100 [ 1 ] |        |
| 통합 점수                                     |        |
| 통합사                                        | 점수   |
| 메타크리틱                                    | 52/100 |